# La Colère de la mer
La Colère de la mer (en russe : Гнев морей) est un tableau du peintre russe d'origine arménienne Ivan Aïvazovski, réalisé en 1886. C'est une peinture à l'huile sur toile de 70,1 × 110 cm.

## Description du tableau
Une mer de tempête est représentée le long d'une berge rocheuse, dont les contours se perdent dans l'obscurité. La mer déchaînée se confond avec le ciel orageux. Des éclairs surgissent au milieu des nuages sombres. Les vagues battent le haut des rochers puis s'écoulent à leurs pieds. Cette atmosphère de tempête, cette colère de la mer est transmise avec beaucoup de force.
Au premier plan, à gauche, une barque pleine de passagers cherchant à accoster après un naufrage. L'un d'eux montre un endroit du rivage, les autres rament, et leur volonté de vivre leur donne l'espoir de ne plus être à la merci des éléments déchaînés.
La palette du tableau est dominée par des couleurs sombres, mais le contraste entre les nuages sombres et impénétrables et les bords clairs traversés par des rayons de lune révèle la richesse des coloris contrastés utilisés par le peintre. Le tableau est construit sur une combinaison de gris froids et de gris chauds, de bleu foncé et d'ocre jaunâtres.

Détails du tableau
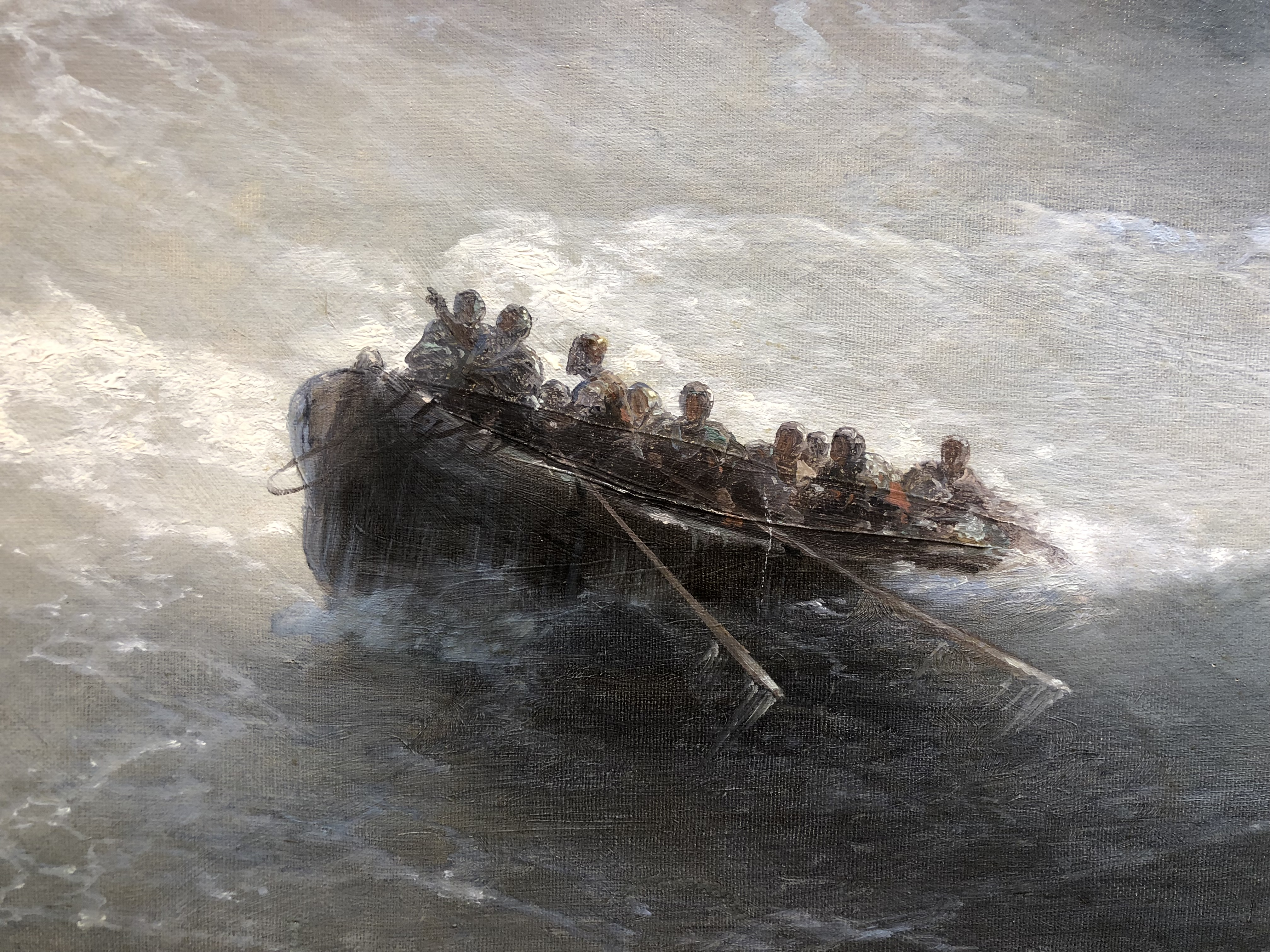
Barque et naufragés
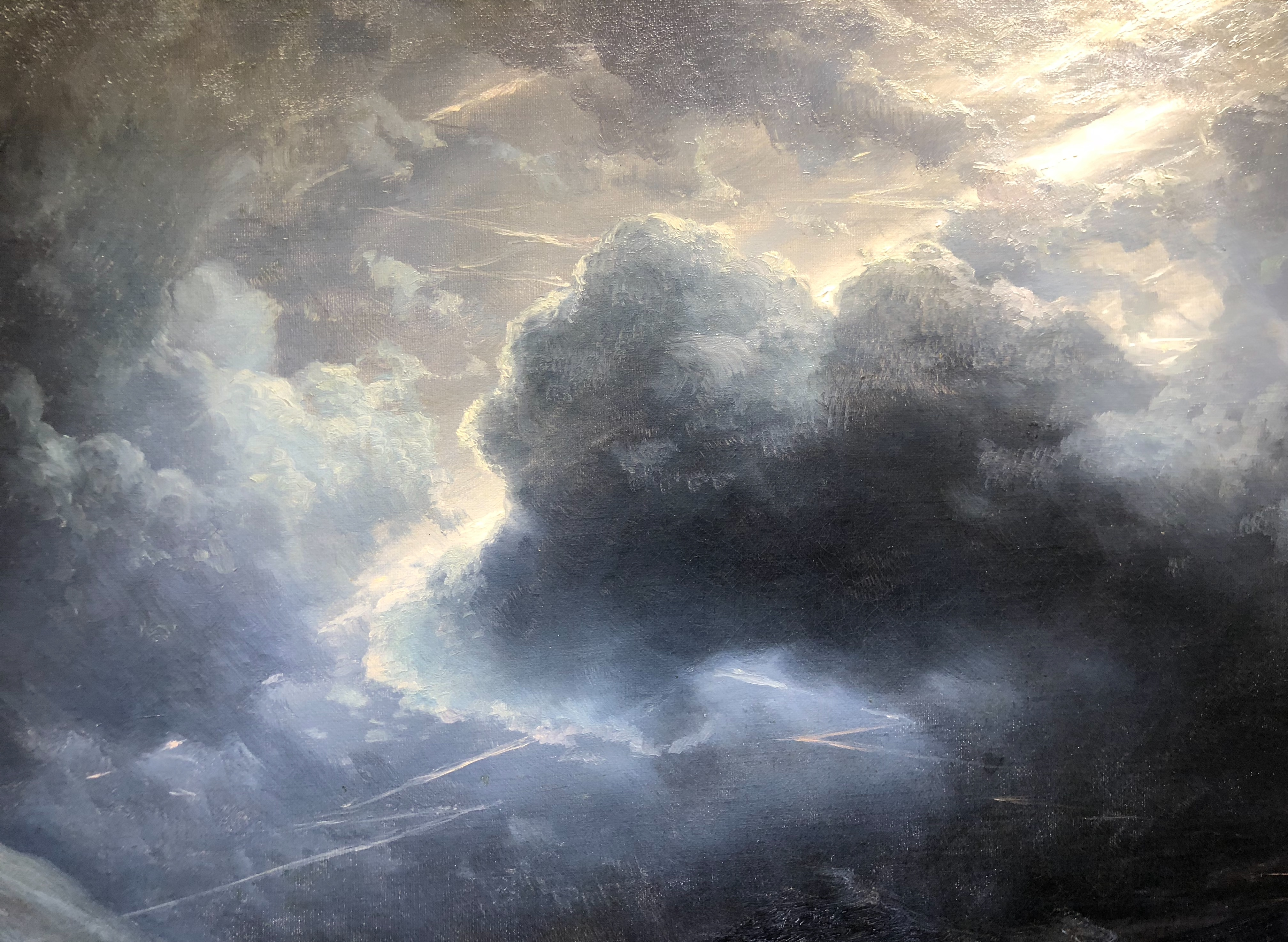
Nuages et éclairs
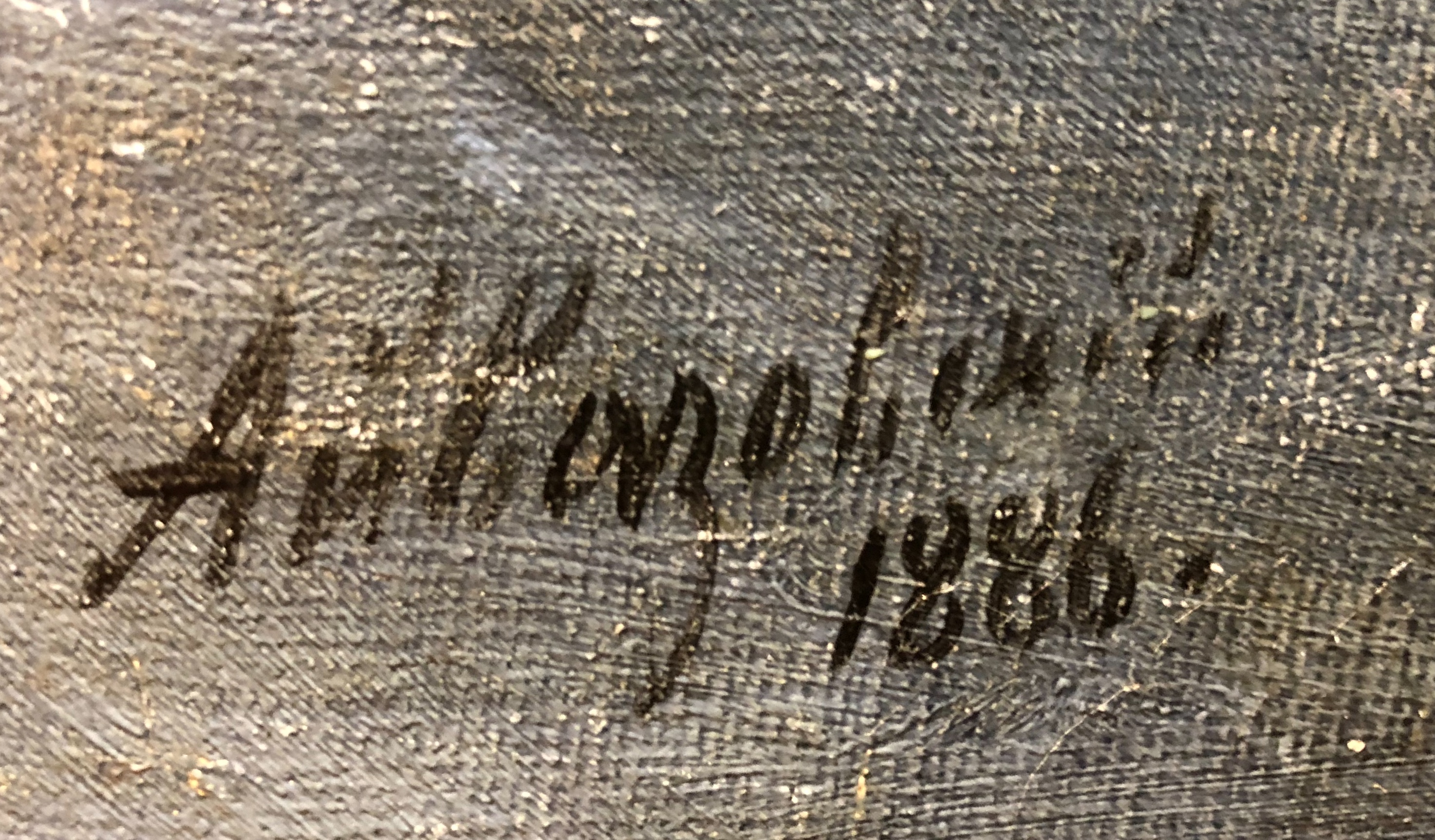
Signature sur le recto
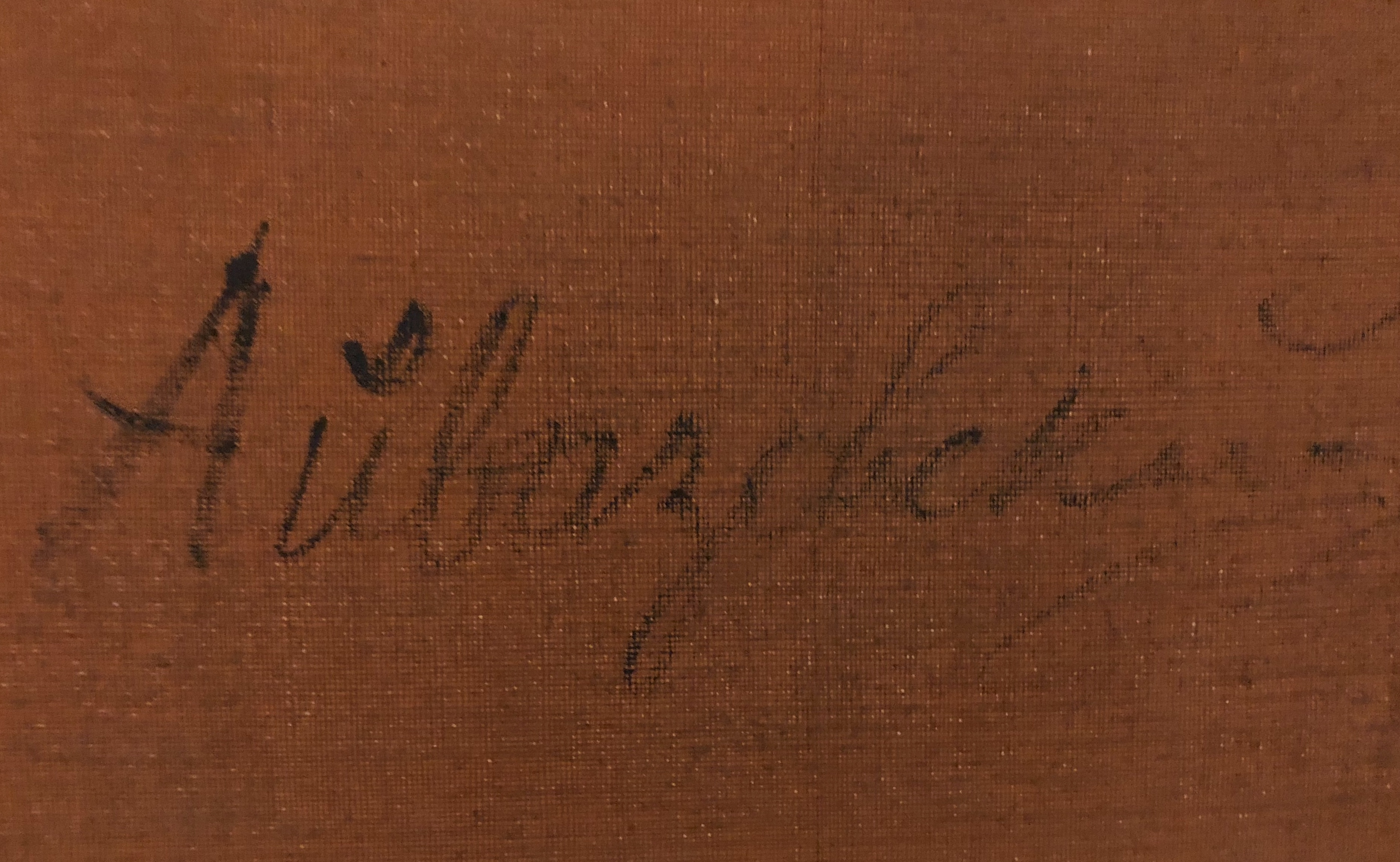
Signature au verso

La nature plutôt philosophique du tableau, qui se distingue parmi les meilleures œuvres d'art, avec sa fusion de la mer et du ciel, avec ses reflets d'éclairs sur la surface de l'eau évoque des associations avec l'œuvre d'un autre maître exceptionnel du paysage marin romantique, le peintre anglais William Turner,.

Tableaux de William Turner
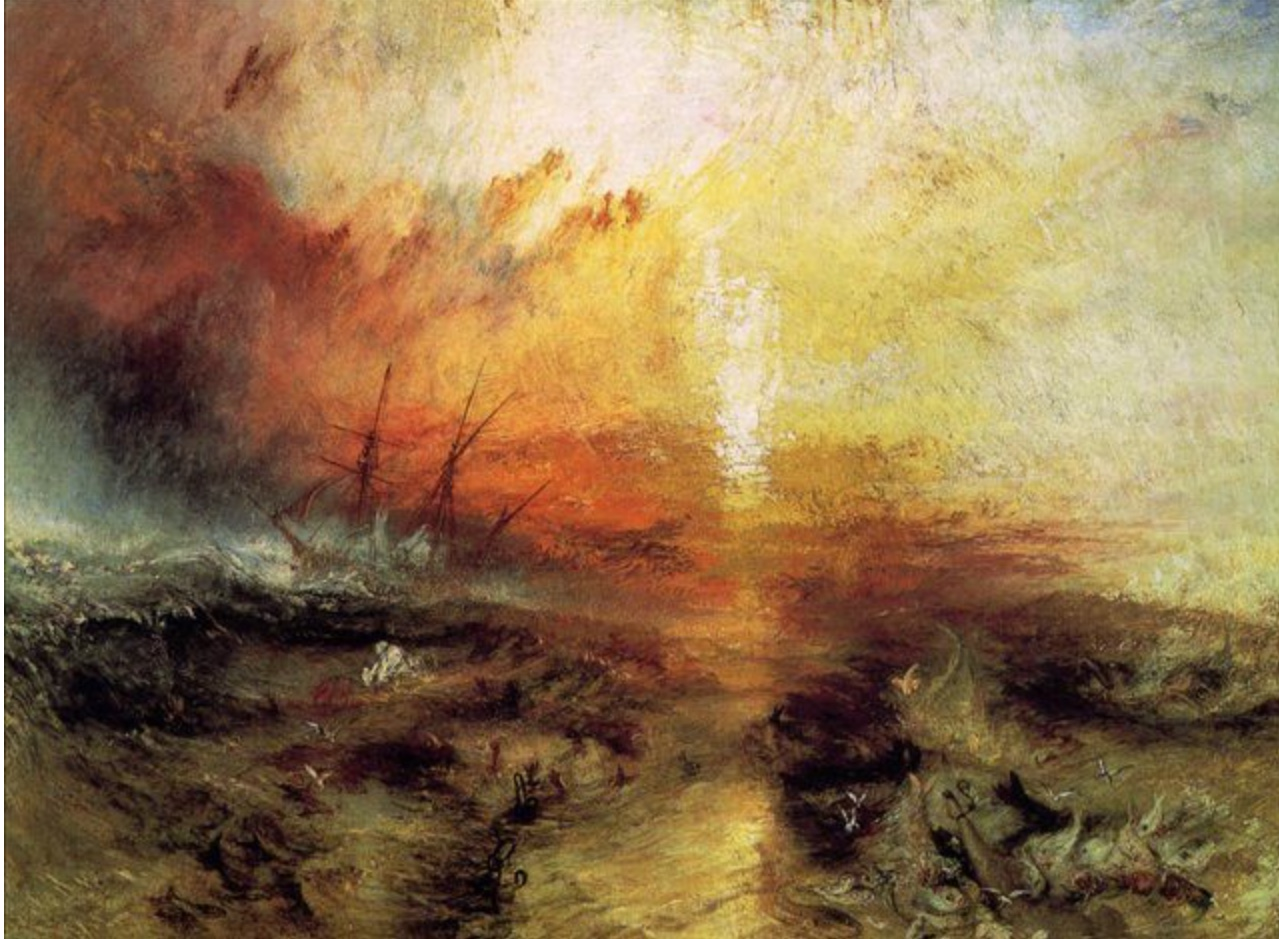
Les marchands d'esclaves jettent les morts et les mourants par dessus bord, le typhon les emporte (1840).
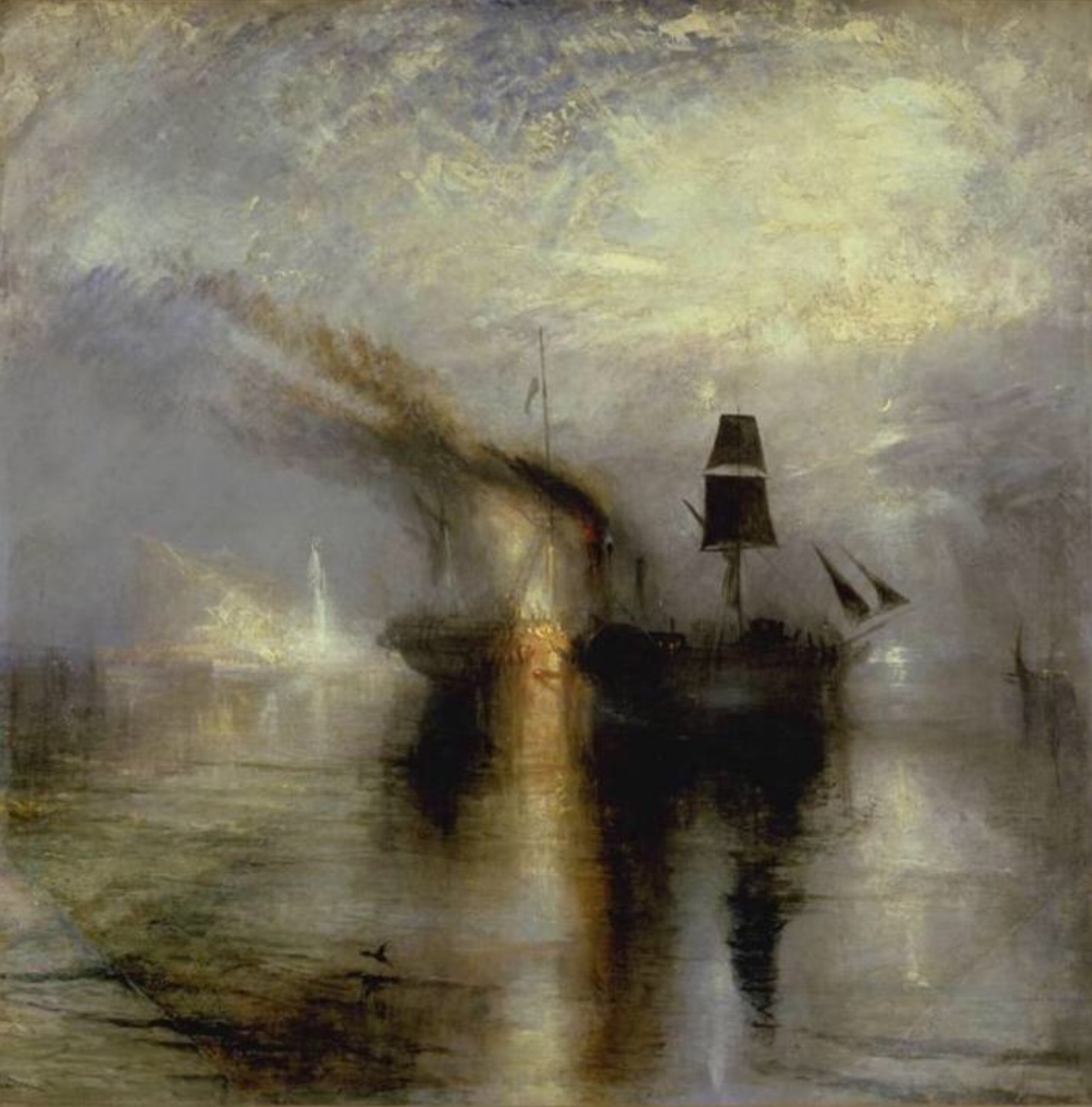
Repos éternel. Funérailles en mer (1842).
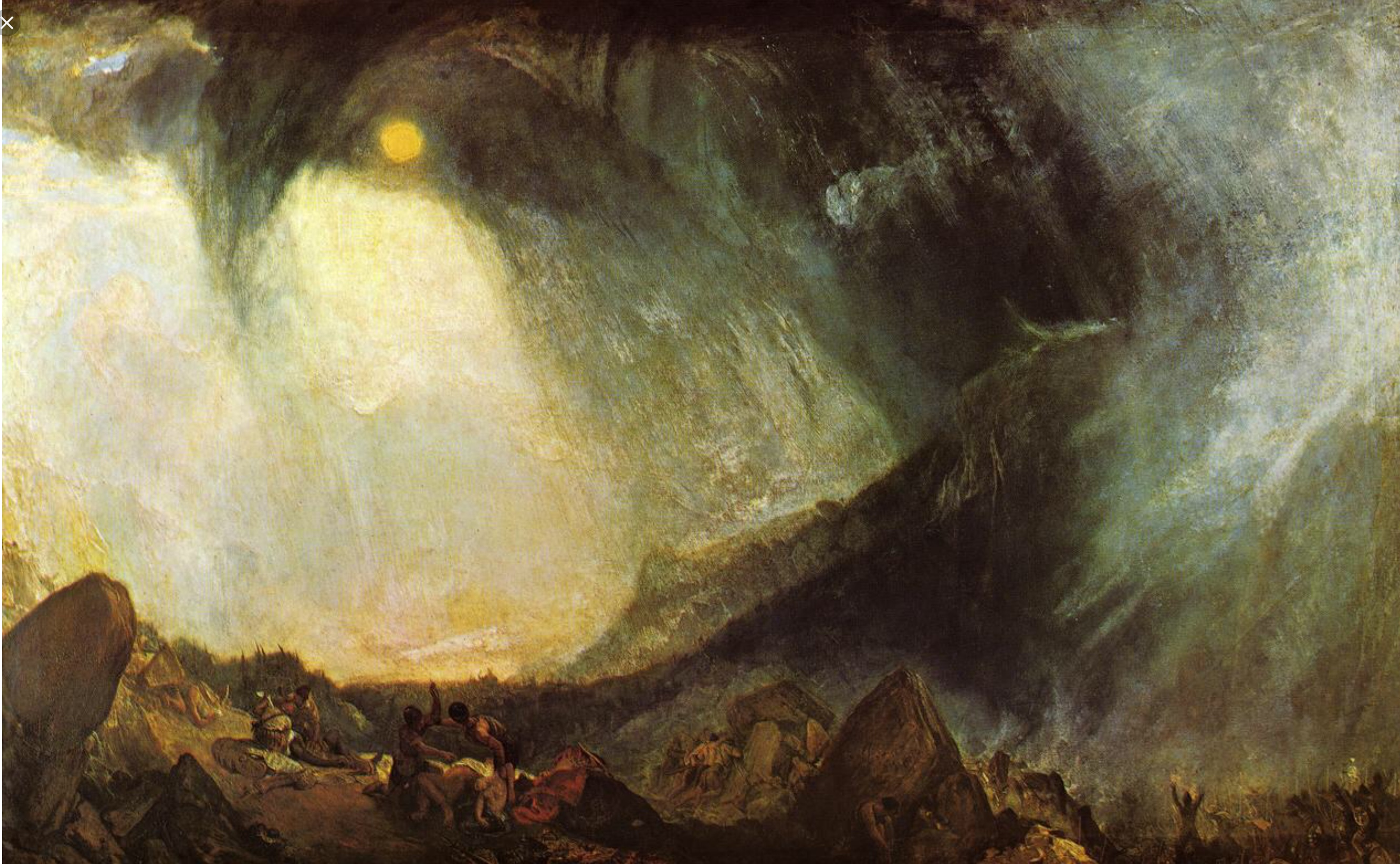
Traversée des Alpes par Hannibal (1812).
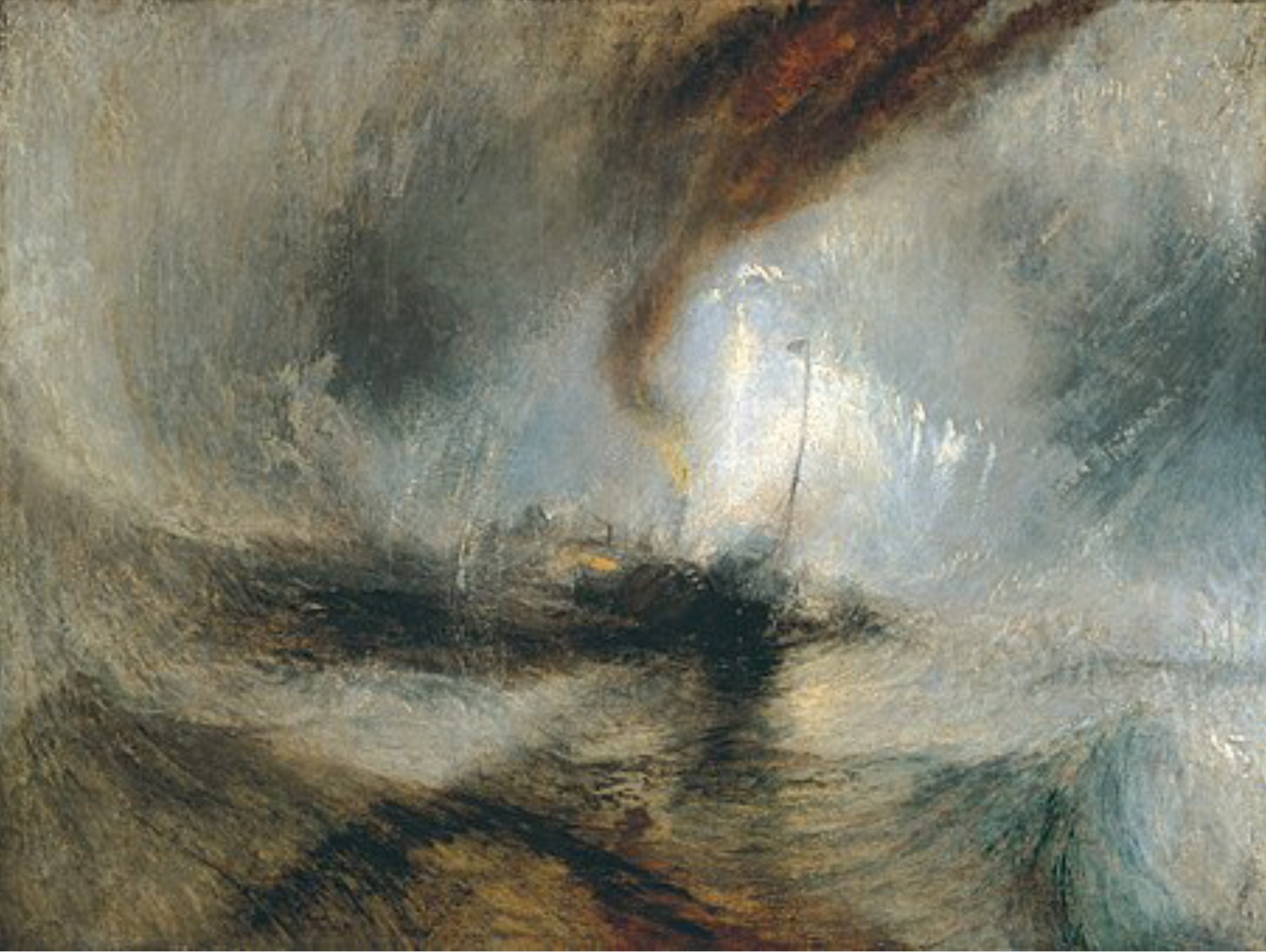
Tempête de neige, un vapeur quitte le port, émet des signaux (1842).

L'écrivain Fiodor Dostoïevski écrit en 1860 à propos du tableau d'Aïvazovski Tempête sur Eupatoria : « C'est un enchantement cette tempête, c'est la beauté éternelle qui frappe le spectateur lors de véritables tempêtes ». Et il poursuit : « devant l'infinie variété des visions d'orages, aucun effet ne peut paraître exagéré ». Cette appréciation de Dostoïevski peut s'appliquer également à La Colère de la mer, bien que cette dernière toile ait été réalisée 25 ans après ce texte de Dostoïevski sur la Tempête sur Eupatoria.
Deux signatures sont apposées sur la toile, ce qui n'est pas rare avec Aïvazovski. L'une des deux se trouve au recto, dans le coin inférieur droit, réalisée à l'encre noire : « Айвазовскій 1886 ». La craquelure de la signature correspond à celle de la toile à cet endroit où elle est apposée. Au verso se trouve une seconde signature exécutée à la peinture brune : « Айвазовскій ».
Le tableau est en excellent état de conservation.

## Traits particuliers
Lors de la création de la toile, le peintre utilise une technique complexe, incluant un dessin préparatoire au crayon de graphite sur le fond, puis sont appliquées plusieurs couches colorées de textures différentes, des glacis, avec des pinceaux de formes, d'épaisseurs et de longueurs différentes.
L'image est réalisée en plusieurs étapes. La première crée la structure principale par de grands coups de pinceau de texture moyenne. Puis les petits détails sont réalisés sur la première couche. Les bords lumineux des nuages sont réalisés avec un pinceau en brosse pour rendre au mieux leurs formes arrondies. Les détails tels que l'écume qui se dissout dans les vagues, les flux d'eau qui s'écoulent des rochers sont réalisés en blanc translucide. La mousse des vagues est réalisée sous forme de zigzags fluides. Les figures des occupants de la barque sont regroupées pour exprimer une ruée commune vers le salut.

## Technique
L'œuvre est réalisée sur une fine toile à grain moyen, au fond clair, comme le peintre en a souvent utilisé. L'étude au microscope avec utilisation de la spectroscopie infra-rouge, de la microchimie, et d'autres analyses diverses de types variés permettent d'établir que la composition de la pigmentation est tout à fait caractéristique de la peinture d'Aïvazovski. Aucune trace de peinture rarement ou jamais utilisée par le peintre ne sont détectées dans cette toile.

## Provenance
Le tableau provient de la collection d'une illustre famille princière en Allemagne. Il est acheté dans les années 1940, puis mis aux enchères par son propriétaire en 2007 par la maison Sotheby's à Londres et est vendu pour la somme de 513 000 livres sterling. Aujourd'hui, le tableau se trouve dans une collection particulière.